# Тобин, Риа
Риа Тобин (индон. Ria Tobing; 1938 или 30 ноября 1937 — 2017) — индонезийская пловчиха. Участница летних Олимпийских игр 1956 года, бронзовый призёр летних Азиатских игр 1958 года. Первая женщина, представлявшая Индонезию на Олимпийских играх.

## Биография
Риа Тобин родилась 30 ноября 1937 года (по другим данным, в 1938 году) в Нидерландской Ост-Индии (сейчас Индонезия).
Занималась плаванием в бассейне «Мангараи» в Джакарте.
В 1956 году вошла в состав сборной Индонезии на летних Олимпийских играх в Мельбурне. В плавании на 200 метров брассом заняла в квалификации последнее, 14-е место, показав результат 3 минуты 14,2 секунды и уступив 16 секунд попавшей в финал с 8-го места Кристине Госден из Великобритании.
Тобин стала первой женщиной, представлявшей Индонезию на Олимпийских играх.
В 1958 году завоевала бронзовую медаль летних Азиатских игр в Токио на дистанции 100 метров брассом (1.28,3).
Умерла в 2017 году.